# 戸枝弘
戸枝 弘（とえだ ひろし、1914年 - 1992年1月25日）は、昭和時代日本の詩人、歌人、作詞家。長野県出身。別名義に戸枝 ひろしや並木 ひろし、野中 ゆきみがある。

## 来歴
1914年（大正3年）、長野県上伊那郡南向村（現在の中川村）に生まれる。旧制伊那中学校在学中は万葉集やアララギ叢書を愛読していた。横浜専門学校を卒業、帰郷した後は会社嘱託の傍ら著述業に入り1951年（昭和26年）の歌会始で入選を果たす。
1960年（昭和35年）より、中川村から伊那市へ転居した。
1963年（昭和38年）1月、同年の歌会始で岡山県から応募のあった入選作が前年に「野中ゆきみ」名義で雑誌に掲載された短歌の盗作であると主張し、宮内庁が入選者に事情を聴いたところ応募者は盗作の嫌疑を否定したものの賞を辞退することとなった（昭和38年歌会始盗作事件）。この騒動を受けて侍従の入江相政は「歌会始の歴史に大きな汚点を残した」と遺憾の意を表明し、盗作を告発した戸枝は朝日新聞の取材に対し「著作権問題などで訴えるつもりはないが、これを機会に、著作権の尊重ということを一般に認識してもらえれば幸いだ」とコメントしている。
作詞家としては懸賞歌謡を通じて古関裕而、堀内敬三、山田耕筰、團伊玖磨、田村しげる、万城目正、上原げんと、利根一郎ら多くの作曲家と親交を持ち、島倉千代子「恋の蛇の目傘」や池真理子「あなたがくれたオルゴール」など歌謡曲の作詞も手掛けている。
1992年（平成4年）1月25日死去。享年79（満77歳没）。

## 主な作品
歌謡曲
- 笹舟（作曲：田村しげる）
- 恋の蛇の目傘（作曲：万城目正）
- あなたがくれたオルゴール（作曲：古関裕而）
- 草を矢にしてスーイ（作曲：高井達雄）
- 千曲川旅情（作曲：不二川潔）

音頭・新民謡
- 箕輪天竜音頭（補作：石本美由起、作曲：岡千秋）
- 大名古屋音頭（作曲：利根一郎）
- 三本木小唄（作曲：陸奥明）
- 東根温泉小唄（作曲：上原げんと）
- 野尻湖小唄（作曲：堀内敬三）
- 大川小唄（作曲：古賀政男）

自治体歌
- 鹿沼市歌（作曲：堀内敬三） - 初代、2007年（平成19年）廃止
- 長野市市歌（補作：寺山修司、作曲：米山正夫）

校歌
- 香川県立坂出高等学校校歌（作曲：田中梅芳）
- 花巻市立宮野目中学校校歌（作曲：下総皖一）

その他
- 伊那混声合唱団 団歌（作曲：清水脩）
- みなとのマーチ（作曲：高石ともや） - 大阪市選定
- 大東海に陽は昇る（作曲：青木玲二） - 中日ドラゴンズ応援歌。大町志郎との合作。

## 評伝
- 星野哲郎『紙の舟 わが詞わが友わが人生』（マガジンハウス、1990年） ISBN 4-8387-0192-6

「ベレー帽の懸賞歌謡界のプリンス」の節で戸枝との交友を取り上げている。